# 森部好樹
森部 好樹（もりべ よしき、1948年12月5日 - ）は、日本の実業家。

## 人物
- 1972年4月に東京大学経済学部卒、株式会社日本興業銀行に入行。
- 1992年7月　営業第七部第一班参事役。
- 1994年4月　香港支店副支店長へ昇格。
- 1997年12月　興銀証券株式会社の取締役就任。
- 1999年5月　株式会社ビックカメラの取締役就任。
- 2000年4月　株式会社興和の代表取締役社長就任。
- 2002年12月　株式会社オンデーズの代表取締役社長就任。
- 2006年10月　株式会社オンデーズの代表取締役会長就任。
- 2007年3月　株式会社オンデーズの非常勤取締役へ就任。
- 2007年4月　株式会社共同広告社の顧問。
- 2007年6月　株式会社共同広告社の取締役副社長　営業本部長へ就任。
- 2008年6月　株式会社共同広告社の代表取締役社長へ就任。
- 2013年7月　有限会社ロッキングホース設立。代表取締役社長へ就任。
- 2021年4月　約100社の経営顧問をしている。
- 2021年5月　富山銀行と業務提携開始。

## 著書
- 50歳からの起業―銀行員をやめて、メガネ屋さんになりました 日経BP社 2004年9月16日
- 日本人の生き方を変える7人の起業家 顧問のプロが選んだ志士達 日経BP社 2014年6月18日
- 発想の転換で新領域を開拓した続・7人の起業家 日経BP社 2014年9月20日
- なぜ新事業が起こせるのか？ 飛躍するベンチャー７社に学べ！ 日経BP社 2015年4月17日
- 森部好樹が選ぶ 日本のベストベンチャー25社　日経BP社 2016年6月7日
- 続 森部好樹が選ぶ 日本のベストベンチャー15社　日経BP社 2017年7月3日

## その他
- 就活支援ジャーナル「日本の就活を変える 経営指南の達人が教える買われる学生」
- 2016年3月5日放送　東京MXテレビ「未来展望」出演